# Iglesia de San Andrés (Éibar)
La iglesia de San Andrés de la ciudad guipuzcoana de Éibar en el País Vasco, España. Es un templo parroquial de culto católico.
Aunque proyectada y edificada en los siglos XVI y XVII, responde a los patrones góticos, por su sistema constructivo y sus formas, que siguen vigentes en gran parte de Europa, sobre todo la del norte, con referencias a los modos renacentistas (columnas, coro, ventanas y óculos), y barrocas (portada). Se trata de un edificio que emerge en el paisaje urbano de las dependencias parroquiales anexas, más modernas, y de la plaza-plataforma, construida sobre una planta comercial con cubierta plana y accesible, sin valor arquitectónico. 
El edificio, de volumen fuerte, muestra el sencillo plan interior. Resaltan la forma singular de la torre y los volúmenes menores de los dos remates ochavados del presbiterio y los pies, además de los elementos constructivos principales, como los contrafuertes. Todos los cuerpos, excepto la torre, se protegen mediante cubierta de faldones inclinados, con la cumbrera paralela al eje mayor y resolución a varias aguas adaptadas a la planta.

## Organización espacial y tipo
El templo presenta planta de cruz latina, orientada en sentido contrario al eje litúrgico. Dispone de tres naves de igual altura en tres tramos. No puede ser considerada como iglesia-salón en sentido estricto, dada su planta de cruz latina con crucero. Sin embargo, por ser uno de los primeros templos en que aparecen las altísimas columnas clásicas, se le incluye en el grupo de las iglesias columnarias.
La nave principal se continúa en dos ábsides, poligonales, uno en cada extremo. La cabecera primitiva quedaba orientada hacia oriente, en el lugar que ocupa hoy el coro. En 1603 fue invertido, pasando el presbiterio a quedar orientado hacia occidente.
En sentido longitudinal posee tres tramos, además del cuerpo del presbiterio, con tres capillas cabeceras que prolongan las naves, las dos laterales de planta cuadrada, y la mayor rectangular con un ábside ochavado. Se organiza el espacio, pues, en doce tramos cuadrangulares, dos de ellos con remates semihexagonales, cubiertos todos con bóvedas de crucería.
El templo posee tres entradas: una por atrio septentrional, otra por el cuerpo ochavado occidental, y la tercera, por la esquina sudeste del crucero.

## Análisis formal y compositivo

### Las fachadas
La iglesia, exenta, muestra su mayor fuerza plástica en los volúmenes de sus formas básicas y constructivas, naves, torre, muros y contrafuertes, como en la mayoría de los templos del país; pero el acceso principal, al sur, se plantea casi como una auténtica fachada con portada. Dos interesantes portadas más enriquecen los sobrios planos envolventes. Dispone de un acceso en la fachada principal: sencilla portada barroca, obra de Diego de Eguiguren.
En la fachada norte, protegida por el atrio de 1949, obra del Servicio Nacional de Regiones Devastadas y Reparaciones, destaca la portada plateresca en arco de medio punto y encuadrada por una sencilla moldura. Hay medallones o tondos renacentistas en las enjutas, decorados con bustos. En ambos lados limitan el conjunto dos columnas abalaustradas sobre apoyos altos adornados. Sobre el entablamento en el que se lee autor y fecha: 1545 Gabriel de Ubilla, se levanta el segundo cuerpo de la portada. En él hay una hornacina con una pequeña peana pero sin escultura, rematada con una bonita concha o moldura. Un nuevo entablamento define el último cuerpo que sostiene un pequeño frontón. Completan la ornamentación, que lleva también curvas y antecurvas.
En el lado sur, hay una sencilla portada barroca con San Miguel. También hay una gran puerta tapiada en arco apuntado de la que se advierten los arranques de los nervios de crucería; estaría llamada a cubrir el pórtico que debió de tener la iglesia por esta parte. Hacia la cabecera se lee la inscripción "Dominius incipit me et dominus perfeciet me 1604" (Señor me inicia y mi maestro me perfecciona 1604), en el contrafuerte que conforma la cabecera por este lado.
En uno de los contrafuertes de la fachada sur hay dos relojes de sol, uno sobre el otro, datados de principios del siglo XVII. Bajo ellos hay una frase en latín que dice Omnibus dubia, ultima mutis (Dudosa para todos, para muchos la última).

#### El pórtico
Sobre la puerta de entrada la parte sur hay una imagen de San Miguel que estuvo cubierto al menos en 1663 cuando se hace uno nuevo. En este lado estaba el pórtico-cementerio por el cual se procesionaba tras misa mayor. En el lugar donde se ubicaba el pórtico se aprecia los restos de la primera puerta, actualmente tapiada y en cuyo interior se ha ubicado la pila bautismal, así como diferentes restos de apoyos de las vigas que soportaban el tejado.

### La torre
La torre, de mediados del siglo XVII, queda adosada a la iglesia en el ángulo de la fachada oriental y norte. Se trata de una esbelta torre-campanario que consta de un alto cuerpo que arranca desde la parte baja del templo y tras una zona de pendiente se pasa a la base poligonal, que lleva alternados en sus lados vanos y relojes. Continúa el cuerpo propiamente de campanas, para terminar en un cupulín coronado por la cruz y decorado por altos pináculos.
En 1642 de firma la escritura de obras de la torre y campanas pero no sería hasta 1648 cuando se empezó a construir bajo la dirección de Juan de Ansola Ibarguren. En 1649 se hace el aparejo, en 1651 ya se ha elevado un piso, al año siguiente se considera que debe estar finalizada en tres años. En 1654 se está construyendo el tejado finalizando la totalidad de la obra en 1656 aunque no sería hasta 1661 cuando se finalizaría de construir la escalera de acceso y se acabaría de pagar en 1670. Se realizaron reparaciones y limpiezas en 1909, 1911 y 1930.

#### Las campanas
Las campanas se añadirían a comienzos del siglo XVI. Hay constancia que en 1508 ya había campanas y está documento su uso a lo largo del siglo XVI. En 1665 se realiza una renovación y se realizan contratos para los encargados de su mantenimiento (hay constancia documental de sobre Francisco de Careaga en 1663 y Escaregui y Miguel de Larraguibel en 1670). En el inventario de 1971 se detalla que había “cuatro campanas grandes”.
En 1738 se habla de "dos campanas mayores, un esquilón grande y un esquilón chico, que se usaba para agonía. El esquilón grande estaba en la espadaña ubicada en la parte oeste del templo, aunque en 1748 se detalla que hay dos esquilones en la torre. Ese mismo año se renuevan dos campanas. En 1886 se vuelven a refundir las campanas para su renovación.
Desde 1768 se estable una serie de toques estandarizados para los diferentes actos religiosos. Para las misas ordinarias se usaría la campana de la espadaña y no del campanario, evitando así el uso de las campanas grandes que se reservaban para toques especiales. El toque de campana precisaba de una persona especializada que se denominaba maestro campanero o sacristán campanero.

El toque de campana para difuntos distingue género y edad, cuando el tañido de la campana dibuja el género o la edad construye los ecos de la noticia escribiéndola en el aire con diferentes toques: cuando a los tres toques pausados de la campana mayor suceden dieciocho toques de la campana mediana y menor, alternativa y lentamente formando un conjunto cadencioso de grave y agudo, se sabe que ha fallecido un varón; cuando la campana mayor da dos toques pausados a los que siguen dieciocho toques de la campana menor y mediana, alternativa y lentamente formando un conjunto cadencioso de agudo a grave, se sabe que ha fallecido una mujer; y el fallecimiento de un niño se dibujará en el aire con un tañido más rápido y repicando ligeramente la campana pequeña. El toque se realizaba por lo menos dos veces en el día del fallecimiento: en el momento del óbito y al mediodía o al atardecer.

#### El reloj
La existencia del reloj en la torre se remonta al siglo XV, hay un documento fechado en 1559 que es copia de otro de 1508, en él se organizan los toques y usos de las campanas y se señala que los referentes al reloj lo debería de hacer uno de los "beneficiados más nuevos". El reloj tenía una campana para las horas, la actividad diaria estaba a cargo de los usos religiosos que se marcaban con las campanas de la iglesia. En 1757 la campana mayor era la asignada al reloj.
El reloj de San Andrés ha ocasionado diferentes gastos en su historia. Desde 1653 que se renovó su armazón hasta la reparación de al escalera causada por la caída de una de sus pesas en 1763 o la reparación de sus saetas por las lluvias de 1757.
Hacia 1748 hay sospechas que se realizó un cambio de reloj. El nuevo sería obra de Gregorio de Apellaniz ya que hay nota documental de un nuevo cuarto de reloj y cambio de maromas y pesas.

### El interior

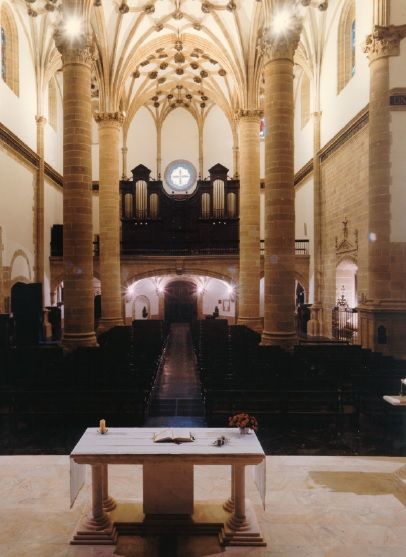
Interior de la iglesia de San Andrés.

Los apoyos interiores se realizan mediante columnas clásicas: tres pares de grandes apoyos de fuste monocilíndrico de basa ática (bocel, escocia, bocel) y capiteles diversos. El primer par de columnas lleva capitel dórico; el segundo lleva capitel corintio, caso excepcional en la provincia; y el tercero lleva una serie de cabezas humanas en el capitel. Estas columnas son más esbeltas que las observadas en edificaciones posteriores, por estar más próximas al carácter gótico.
Sobre los capiteles arrancan los nervios que sostienen las bóvedas, muy complicadas, y cuyas claves quedan muy decoradas con relieves.
El coro alto, situado en la zona de los pies de la nave central, destaca por su bóveda inferior; tiene tres arcos, carpanel el central y de medio punto los laterales, y se apoya en gruesos pilares cilíndricos. El coro alto lleva baranda de hierro forjado. 
En el segundo tramo, en el lado de la Epístola, se encuentra la capilla bautismal, bajo arco rebajado decorado con casetones y relieves. Al interior el aparejo es de sillería arenisca en el coro, arcos, nervios y columnas, así como en parte del muro de la Epístola. El resto, perfectamente enlucido, debe tratarse de mampostería.
La iluminación del templo se realiza mediante ventanales en las naves laterales, uno por cada tramo; ventanas de medio punto a cada lado del ábside y del primer tramo; ventanas de medio punto, bíforas, y ricamente decoradas, en el segundo tramo; y ventanas bíforas aunque apuntadas y con arquivoltas de carácter gótico, en el tercer y último tramo. Parece que la única original del siglo XVI es la del último tramo de la Epístola. Destacan dos ventanas góticas y un rosetón, que parece de factura posterior, en la fachada este de acceso.

#### La sacristía
En la reforma de 1618 se dota a la iglesia de una nueva sacristía quedando lista en 1643. En 1738 se pone un Santo Cristo y luego se añadiría un gran espejo y para 1752 se adquieren algunos cuadros, al menos uno de la Soledad y otro de Nuestra señora de Salus Populi. También hay referencias a un cuadro de Santo Tomás de Aquino, un cuadro pequeño de Nuestra Señora del Carmen, un cuadro pequeño de la Magdalena, un cuadro de San Sebastián, un cuadro de San Roque y uno de Animas. En 1765 se dice que existía uno del Venerable
D. Pedro López de Ibarra teniendo noticias de su traslado a la casa consistorial en 1928 tras su venta junto a otro y de la venta de otro cuadro en 1917.
Un elemento distintivo de las sacristías es el aguamanil, en la de San Andrés hay noticias de que existió uno en el siglo XXVII y otro en el XVIII, concretamente en 1759 se toma este para pedir similares en otras parroquias del municipio, aunque parece en 1753 se hacía uso de un calderillo y se manda construir un nuevo aguamanil que hizo Joseph de Ulin.
La sala de sacristía fue abovedada y sobre ella se construyó un salón adornado con sendos escudos pintados, todo ello pagado por el ayuntamiento.

## Análisis constructivo
El sistema constructivo del espacio de la iglesia es abovedado a la manera gótica. El templo se cubre mediante diez bóvedas de crucería, estrelladas, sin contar las dos del presbiterio y pies. Se apoyan en seis pilares cilíndricos centrales, las semicolumnas de los ángulos y las pilastras de los contrafuertes externos. Las bóvedas del presbiterio y de la parte del coro son igualmente de crucería sobre una planta rectangular con un lado ochavado al que se adaptan. Los contrafuertes rectangulares se muestran al exterior del templo.
El coro alto se apoya en dos pilares cilíndricos independientes y los muros laterales, sobre tres arcos, carpanel el central y de medio punto los laterales.
Las paredes perimetrales tienen la triple función que caracteriza el sistema: cierre, arriostramiento y soporte o de carga.
La fábrica es mayoritariamente de sillares de arenisca. Al interior el aparejo de sillería queda visto en el coro, arcos, nervios y columnas, así como en parte del muro de la Epístola. El resto, perfectamente enlucido, debe de tratarse de mampostería.

## Mobiliario

### Retablo mayor

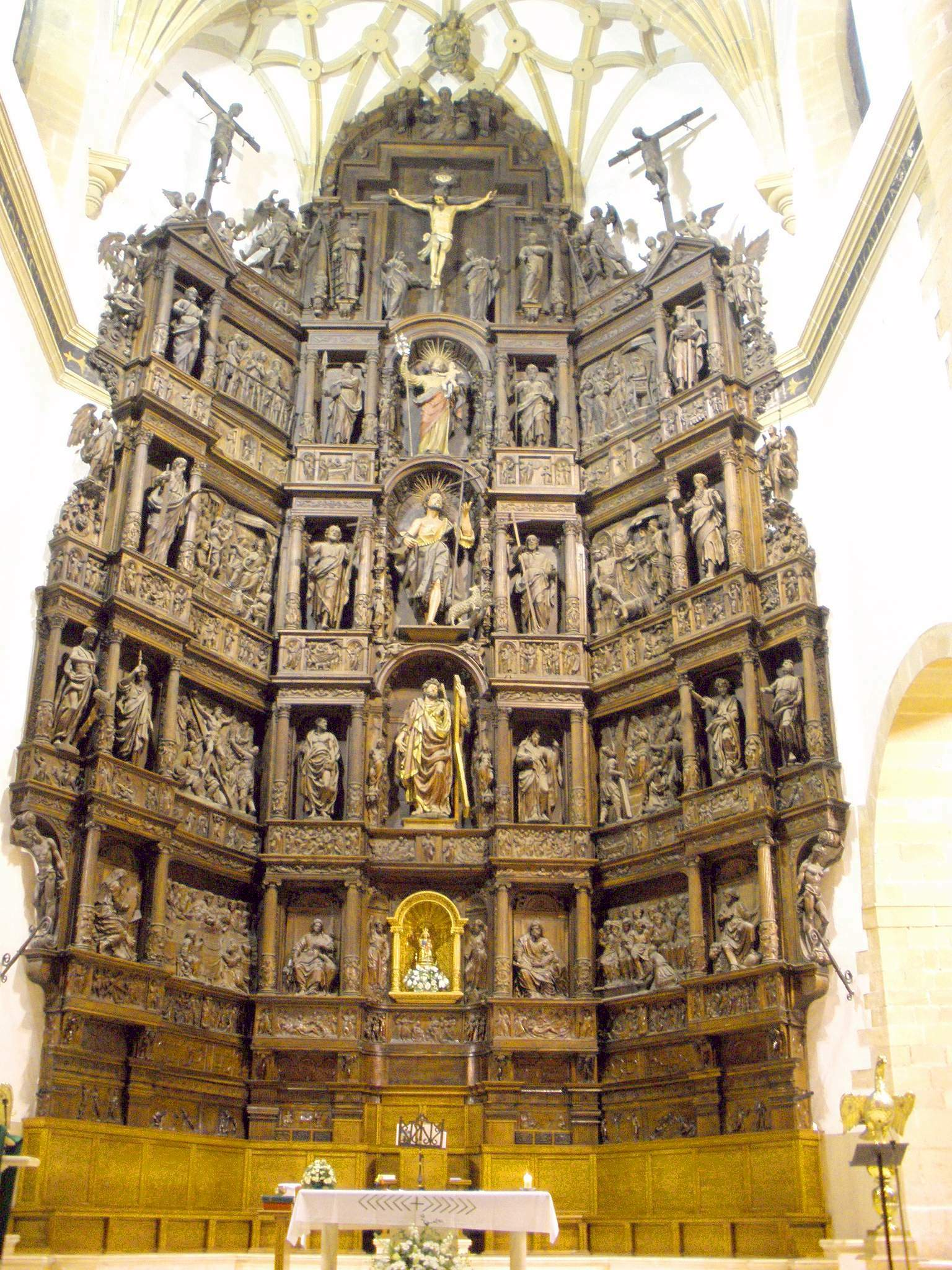
Retablo mayor de la iglesia de San Andrés.

En la iglesia de San Andrés de Éibar destaca el retablo mayor realizado en dos etapas:
- Primera parte, realizada por Andrés y Juan de Araoz entre los años 1560 y 1587.
- Segunda parte, realizada por Hilario, Juan Bautista de Mendizábal, y Fernando de Arispe entre los años 1736 y 1739.

Se trata de una obra sin estofar que consta de sotobanco, banco, tres cuerpos y ático. Tiene seis calles, además de la central. En realidad sólo hay que atribuir a Araoz el banco y el primer cuerpo. Pertenece al período de transición en el que se va superando la tradición plateresca y se evoluciona hacia un modo más austero de influencia italiana. En la escultura se aprecia la influencia de Alonso Berruguete en Araoz.
Parte baja
En la parte baja, tras un alto basamento, hay una hilera de 10 casetones en los cuales se narran, mediante bajorrelieves, escenas del Génesis estas son de izquierda a derecha: Expulsión del Paraíso; Caín y Abel trabajan la tierra; Caín y Abel luchando; Ofrenda de un sacrificio de Caín y Abel; Adán y Eva. Aceptación del castigo; El árbol del Paraíso; Creación de Eva; y Creación de Adán. Entre el friso del primer banco y el de sotabanco hay otro zócalo con dibujos geométricos y de orden dórico.
Primer cuerpo
El primer cuerpo está dedicado a la pasión de Cristo. En el centro se ubicaba originalmente el sagrario ocupado ahora por una imagen de la Virgen de Arrate a sus lados hay escenas de la pasión, estas son: Caída de Jesús con la Cruz en el camino al Calvario; Coronación de espinas; Flagelación; Llanto sobre Cristo muerto; Expulsión del Paraíso; Epifanía; Árbol del Bien y del Mal; Santo Entierro; Oración en el huerto; Cristo ante Anás; y Prendimiento. Cerrando las tallas hay una hornacinas con figuras de santos.
Segundo cuerpo
Obra de Araoz es el más interesante del conjunto por su valor artístico y temático. Grandes cuadros de altorrelieves representan la Última Cena y el Lavatorio.
El friso del segundo cuerpo está dedicado a San Andrés, cuya imagen de estilo clásico, ocupa segundo banco, en entrecalles las imágenes del apostolado con Santiago el Mayor, San Pedro, San Pablo y San Bartolomé. Hay doce escenas que son: Detención; Flagelación de San Andrés; Escena de la vida de Jesús; Curación de un paralítico; Resurrección del hijo de la viuda de Nain; San Andrés en el mar de Galilea; Jesús, desde la orilla, llama a San Andrés; Milagro de los panes y los peces; Comida en casa de Simón, con María Magdalena; La Buena Samaritana; Tentación del Obispo (San Andrés); San Andrés y San Pedro siguen a Jesús. 
Tercer cuerpo
El zócalo del tercer cuerpo destaca por su mayor altura. Esta obra corresponde a la segunda fase del retablo y está adjudicada a Hilario de Mendizábal. Está dedicado a san Juan Bautista, cuya imagen ocupa el espacio central, y la vida y milagros de Jesús. Los dos grandes relieves están dedicados a la presencia de San Juan Bautista ante Herodes y a su Decapitación. Los apóstoles son San Simón, San Felipe, Santiago el Menor y San Bernabé.
Tiene las siguientes escenas: Tres personajes; Virgen con el Niño Jesús y San Juanito; Bautismo de Jesús en el Jordán; Reconocimiento de la Divinidad de Jesús; Comida en casa de Simón. María Magdalena; Predicación de Jesús; Transfiguración de Jesús; Cena de Emaús; Aparición de Jesús Resucitado a María Magdalena; Sueño de Jesús. A los lados apoyados en un florón se representan a los Arcángeles Rafael y Gabriel.
Cuarto cuerpo
El friso del cuarto cuerpo es el de mayor altura de todo el conjunto con un tratamiento más sencillo de la talla. En él se hay ocho escenas dedicadas a la resurrección de Cristo, estas son: Encuentro con San Pedro; Jesús desciende al Limbo; Aparición a los Apóstoles; Santas Mujeres y San Juan en el sepulcro con el Ángel; Duda de Santo Tomás; Aparición a los discípulos y Milagro de la pesca; Tentación a Jesús de Satanás; Arrepentimiento de Judas y devolución de las monedas.
La calle central del banco de este cuerpo está dedicada a San José que sostiene al Niño en su brazo izquierdo. En los relieves se presentan escenas de la pasión, uno de ellos con el Ecce Homo y el otro con Jesús ante Pilatos. Las tallas representan a los apóstoles son San Matías, San Mateo, San Judas Tadeo y Santo Tomás.
Ático
El ático esta adaptado a la forma curva de la bóveda. Lo culmina la representación del Padre Eterno en medio cuerpo con túnica y manto mirando hacia abajo. Bajo él un calvario en el que destaca la cruz de Cristo que tiene a los lados las imágenes de Virgen María y San Juan. Junto al calvario sendas imágenes de José de Arimatea y de Nicodemo. Sobre el ángulo de los frontones las cruces de los ladrones Dimas y Gestas.

### Otro mobiliario
En el bajo coro hay una Dolorosa y una imagen románica de San Pedro probablemente del siglo XII, trasladada desde la portada exterior.
De finales del siglo XV parece ser un panel en relieve que representa el entierro de Cristo.
Los ábsides de las naves laterales llevan retablos del siglo XVII dedicados a la Virgen del Rosario y la Magdalena. Hay también dos retablos gemelos barrocos en los brazos del crucero dedicados a la Virgen y a las ánimas del Purgatorio.
En el altar tiene dos atriles en forma de águilas de bronce que datan del siglo XVIII, en la capilla de la Magdalena hay un bajorrelieve de la Piedad recogiendo a Jesucristo.